# زئوس ۵۷۳۱
سیارک ۵۷۳۱ (به انگلیسی: 5731 Zeus، نامگذاری:1988VP4) پنج هزار و هفتصد و سی و یکمین سیارک کشف شده‌است که در ۴ نوامبر ۱۹۸۸ کشف شد.
قدر مطلق سیارک برابر ۱۵٫۸۰ است.